# エドワード・ヘンティ
エドワード・ヘンティ（Edward Henty 、1810年、ウェスト・ターリング（サセックス、イングランド） - 1878年4月14日)は、オーストラリア・ビクトリア州地域の最初の開拓者、居住者。
- 父： Thomas Henty、銀行家
- 母： Elizabeth Hopkins、フランス人
- 3男（兄弟：彼を入れて7人、姉妹：1人）

## 略歴
- トーマス・ヘンティは21歳で、£30,000 を相続、ウェスト・ターリングに Church Farm を購入、メリノ羊を飼育
  - 1821年、オーストラリアへ売る
- 長兄ジェームズ・ヘンティは2人の兄弟スティーヴン、ジョンと西オーストラリアへ移住、2年後にタスマニアへ移住
- トーマス・ヘンティはイギリスの不動産を売却、タスマニアへ移住
- 1832年4月、ローンセストンへ 3人の息子チャールズ、エドワード、フランシスと共に居住
- エドワードはオーストラリア本土に居住地を探すために送られる
- 1834年11月19日、エドワード（24歳）は、Portland Bay へ到着、家を建てる
- 1834年12月、兄弟フランシスが加わる、タスマニアから家畜などを移転
- 1836年8月29日、Major Thomas Livingstone Mitchell はポートランド・ベイに着き、人の居住を発見
  - エドワードはミチェルから北部の地勢を学ぶ
- 1839年、父 トーマス・ヘンティ死去
- 1840年10月、アニー・マリア・ガリエと結婚
- 1845年、70,000 エーカー (280平方km) の土地を所有
- 1855年、1859年−1861年、立法議会議員に選出
- 1878年4月14日、死去

- 子供は居ない

- メルボルン・パブリック・ライブラリーに肖像画がある

## エドワード・ヘンティの兄弟
- James Henty
  - James Henty and Company 商社を設立

- Stephen George (1811-1872) 
  - ビクトリア上院議員（1856-70年）

- Francis (1815-1889年1月15日, メルボルン) 
  - 牧場で成功

- William (c. 1809-1881年7月11日, ブライトン)
  - 1837年から事務弁護士を20年以上務める
  - 1862年、イングランドに移住
  - 1857年、Tamar 議員に選出（在任：5.5年）
  - 私家版の書籍 Shakespeare with some Notes on his early Biography を出版

## 参照
- “Henty, Edward”